# Súdwest-Fryslân
Súdwest-Fryslân é um município dos Países Baixos, situado na província da Frísia. Tem 907,87 km² de área e sua população em 2020 foi estimada em 89 976 habitantes.